# Вознесенський (Тюменцевський район)
Вознесе́нський (рос. Вознесенский) — селище у складі Тюменцевського району Алтайського краю, Росія. Входить до складу Березовської сільської ради.

## Населення
Населення — 98 осіб (2010; 141 у 2002).
Національний склад (станом на 2002 рік):
- росіяни — 81 %